# Thập lục quốc Xuân Thu
Thập lục quốc Xuân Thu (tiếng Trung: 十六国春秋; bính âm: Shíliùguó Chūnqiū), là một biên niên sử viết về thời kỳ Đông Tấn-Thập lục quốc trong lịch sử Trung Quốc. Do Thôi Hồng (崔鴻) thời Bắc Ngụy viết từ năm 501 đến 522.
Vào cuối thời Bắc Ngụy, sử quan Thôi Hồng đã bí mật viết "Thập lục quốc Xuân Thu", tổng cộng có 100 quyển. Thuật ngữ "Ngũ Hồ thập lục quốc" được đặt dựa theo biên niên sử này. "Thập lục quốc Xuân Thu" đã phá bỏ truyền thống trong quá khứ, quốc thư các nước được gọi là "lục", các đế kỉ được viết là "truyện", trình bày các sự kiện lịch sử của các nước theo niên hiệu. Các sự tích về quốc chủ các nước, theo thể lệ chính sử tại thế kỷ này, không dùng quan niệm "quý Trung Hoa song khinh rẻ di địch". Nó cũng là một nguồn tham khảo chính cho Ngụy thư và Tấn thư
Biên niên sử này bắt đầu biến mất từ những năm đầu thời nhà Đường và không còn tồn tại nguyên vẹn. Mặc dù ban đầu có 100 quyển, lời tựa và một bảng theo thứ tự niên đại. Đến đầu thời nhà Tống, nhiều phần của tác phẩm đã bị mất và chỉ còn lại khoảng 20 quyển, được Tư Mã Quang trích dẫn rộng rãi. Có hai phiên bản hiện còn lại từ cuối thời nhà Minh, bản của Đồ Kiều Tôn (屠喬孫) gọi là Đồ bản (屠本) bao gồm 100 quyển, và bản của Hà Tang (何镗) gọi là Hà bản (何本) bao gồm 16 quyển, tái bản trong Hán Ngụy tùng thư (漢魏叢書), một tài liệu lịch sử. Đồ bản được xuất bản lần thứ ba vào năm 1781. Ngoài ra còn có phiên bản 100 quyển cùng với một bảng theo thứ tự niên đại từ cuối thời nhà Thanh của Thang Cầu (湯球), lấy từ bản của Hà Tang và các tư liệu khác.

## Nội dung
| Tên nước                | Số quyển | Nhân vật |
| Tiền Triệu lục (前趙錄) | 10       | Lưu Uyên (劉淵, 1 quyển), Lưu Hòa (劉和, 1 quyển), Lưu Thông (劉聰; 3 quyển: thượng, trung, hạ)                                                                   |
| Hậu Triệu lục (後趙錄)  | 12       | Thạch Lặc (石勒, 3 quyển: thượng, trung, hạ), Thạch Hoằng (石弘, 1 quyển)                                                                                         |
| Tiền Yên lục (前燕錄)   | 10       | Mộ Dung Hối (慕容廆), Mộ Dung Hoảng (慕容皝, 2 quyển: thượng, hạ)                                                                                                 |
| Tiền Tần lục (前秦錄)   | 10       | Phù Hồng 苻洪, Phù Kiện (苻健), Phù Sinh (苻生), Phù Kiên (苻堅, 3 quyển: thượng, trung, hạ), Phù Phi (苻丕)                                                      |
| Hậu Yên lục (後燕錄)    | 10       | Mộ Dung Thùy (慕容垂, 3 quyển: thượng, trung, hạ), Mộ Dung Bảo (慕容寶, 1 quyển), Mộ Dung Thịnh (慕容盛, 1 quyển)                                                 |
| Hậu Tần lục (後秦錄)    | 10       | Diêu Dặc Trọng (姚弋仲, 1 quyển), Diêu Tương (姚襄, 1 quyển), Diêu Trường (姚萇, 1 quyển), Diêu Hưng (3 quyển: thượng, trung, hạ)                                 |
| Nam Yên lục (南燕錄)    | 3        | Mộ Dung Đức (慕容德, 1 quyển), Mộ Dung Siêu (慕容超, 1 quyển), Mộ Dung Chung (慕容鈡) cùng 20 người: 1 quyển                                                      |
| Hạ lục (夏錄)           | 4        | Hách Liên Bột Bột (赫連勃勃, 1 quyển), Hách Liên Xương (赫連昌, 1 quyển), Hách Liên Định (赫連定, 1 quyển), Hồ Nghĩa Chu (胡義周) cùng 8 người:1 quyển            |
| Tiền Lương lục (前涼錄) | 6        | Trương Quỹ (張軌, 1 quyển), Trương Thực (張實), Trương Mậu (張茂): 1 quyển, Trương Tuấn (張駿, 1 quyển)                                                           |
| Thục lục (蜀錄)         | 5        | Lý Đặc (李特, 1 quyển), Lý Lưu (李流), Lý Hùng (李雄): 1 quyển, Lý Ban (李班), Lý Kỳ (李期), Lý Thọ (李壽), Lý Thế (李勢): 1 quyển                                |
| Hậu Lương lục (後涼錄)  | 4        | Lã Quang (呂光, 1 quyển), Lã Thiệu (呂紹, 1 quyển), Lã Toản (呂纂, 1 quyển)                                                                                       |
| Tây Tần lục (西秦錄)    | 6        | Khất Phục Quốc Nhân (乞伏國仁), Khất Phục Càn Quy (乞伏乾歸): 1 quyển                                                                                             |
| Nam Lương lục (南涼錄)  | 3        | Thốc Phát Ô Cô (禿髮烏孤), Thốc Phát Lợi Lộc Cô (禿髮利鹿孤): 1 quyển, Thốc Phát Nục Đàn (禿髮傉檀, 1 quyển), Thốc Phát Văn Chi (禿髮文支) cùng 11 người: 1 quyển |
| Tây Lương lục (西涼錄)  | 3        | Lý Cảo (李暠, 1 quyển), Lý Hâm (李歆, 1 quyển), Lý Tuân (李恂) cùng 8 người: 1 quyển                                                                              |
| Bắc Lương lục (北涼錄)  | 4        | Thư Cừ Mông Tốn (沮渠蒙遜, 1 quyển), Thư Cừ Mục Kiền (沮渠茂虔), Thư Cừ Mục Kiền (沮渠牧犍): 1 quyển                                                              |
| Bắc Yên lục (北燕錄)    | 3        | Phùng Bạt (馮跋, 1 quyển), Phùng Hoằng (馮弘, 1 quyển), Phùng Tố Phất (馮素弗) và 14 người: 1 quyển                                                               |